# Onverwacht (Suriname)
Onverwacht (Unerwartet; Sranantongo: Bose) ist der Hauptort im Distrikt Para, am Jawasikreek in der Republik Suriname.
Onverwacht war ursprünglich eine Plantage auf der zu Beginn Tabak angebaut wurde. Den Sranan Namen Bose bekam sie nach dem Eigentümer der Plantage aus der ersten Hälfte des 18. Jahrhunderts, Bossé. Nach Abschaffung der Sklaverei 1863 kauften acht ehemalige Sklaven den zuletzt als Holzplantage bewirtschafteten Grund. 1968 wurde der Hauptansiedlungsplatz Onverwacht Verwaltungszentrum des Distriktes Para und Sitz des Distriktkommissars. Der Ort zählt ca. 2000 Einwohner.
Bis Mitte der 1980er Jahre war Onverwacht Haltepunkt einer Eisenbahnstrecke, der Lawabahn, die 1903–1912 zur Erschließung der Goldfelder am Oberlauf des Suriname gebaut wurde. Ursprünglich verlief die Strecke von Paramaribo (Vaillantsplein) bis Kabel, benannt nach einer ca. 300 m langen Kabel- oder Luftseilbahn über den Suriname. Am rechten Ufer verlief die Bahnstrecke weiter bis Dam. Die beiden Orte sind im Brokopondostuwmeer versunken. Das letzte noch in Betrieb erhaltene Teilstück der Bahn verlief von Onverwacht bis Brownsweg. Die Überreste der alten Diesellok stehen in Onverwacht. Versuche aus den Niederlanden in den 1990er Jahren, die Bahn für touristische Zwecke wieder zu aktivieren, waren erfolglos.